# Bradastac
Bradastac est une petite île inhabitée du Royaume-Uni située en Écosse, dans l'archipel de Saint-Kilda. 
L'île est un stack granitique situé sur la côte nord de l'île de Hirta. Elle culmine à 63 mètres d'altitude (soit 207 pieds).
Le nom de l'île dériverait du vieux norrois *BrattastakkR, composé de *bratt(a) « raide, abrupt, escarpé », et *stakkR « rocher élevé » (cf. stack).